# Bergerocactus emoryi
Bergerocactus emoryi är en art i det  monotypiska släktet Bergerocactus och familjen kaktusväxter. Förekommer i södra Kalifornien och söderut till Baja California.

## Synonymer
Cereus emoryi Engelmann
Echinocereus emoryi (Engelmann) Rümpler